# River Deep – Mountain High
«River Deep — Mountain High» — песня Айка и Тины Тёрнеров. Вышла как сингл в 1966 году. Музыкальный продюсер Фил Спектор считал эту песню своей лучшей работой.
В Европе сингл был успешным, в Великобритании он поднялся на 3-е место. В Австралии — на 16-е. А в США добрался только до 88-й позиции (в журнале «Билборд»).
В 1999 году сингл Айка и Тины Тёрнеров с песней «River Deep, Mountain High» (вышедший в 1966 году на лейбле Philles Records) был принят в Зал славы премии «Грэмми». В 2004 году журнал Rolling Stone поместил песню «River Deep — Mountain High» в исполнении Айка и Тины Тёрнеров на 33 место своего списка «500 величайших песен всех времён».
В списке 2011 года песня также находится на 33-м месте. Британский музыкальный журнал также New Musical Express включил также её в свой список «500 величайших песен всех времён» (2014), на 37-е место. Кроме того, песня «River Deep, Mountain High» в исполнении Айка и Тины Тёрнер входит в составленный Залом славы рок-н-ролла список 500 Songs That Shaped Rock and Roll.

## Версия Deep Purple
Британская рок-группа Deep Purple записала свою версию этой композиции для своего второго альбома The Book of Taliesyn (1968). В исполнении Deep Purple песня звучит медленнее и почти в три раза длиннее оригинала, в ней используется мелодия первого фрагмента симфонической поэмы Рихарда Штрауса «Так говорил Заратустра». В США была также издана в виде сингла в феврале 1969 года с композицией «Listen, Learn, Read On» на второй стороне, достигла #53 в Billboard Hot 100.